# Зновенко Мирослав Костянтинович
Мирослав Костянтинович Зновенко (нар. 26 лютого 2002, Луганськ, Україна) — український та російський футболіст, воротар.

## Клубна кар'єра
Народився в Луганську, вихованець дитячо-юнацької школи луганської «Зорі». У ДЮФЛУ виступав за «Металіст» (Харків) та «Дніпро». У дорослому футболі дебютував у сезоні 2018/19 років в складі дніпровського клубу, за який виступав в аматорському чемпіонаті України. Провів 17 матчів.
На початку серпня 2019 року став гравцем «Дніпра-1». У сезоні 2019/20 років виступав за дніпровський клуб в юнацькому та молодіжному чемпіонаті України. 6 грудня 2020 року вперше потрапив до заявки на поєдинок Прем'єр-ліги, в програному (1:3) виїзному поєдинку 12-го туру проти луганської «Зорі». Мирослав просидів усі 90 хвилин на лаві запасних. У першій половині сезону 2020/21 років двічі потрапляв до заявки першої команди, але грав лише за «молодіжку» клубу.
У середині липня 2021 року відправився в оренду до «Нікополя». У футболці «городян» дебютував 25 липня 2021 року в нічийному (2:2) домашньому поєдинку 1-го туру групи «Б» Другої ліги України проти «Балкан». Зновенко вийшов на поле в стартовому складі та відіграв увесь матч. Загалом у сезоні 2021/22 років провів 13 поєдинків. Наприкінці грудня 2021 року планувалася чергова оренда, до «ВПК-Агро», але зрештою воротар повернувся до «Дніпра-1».
Наприкінці серпня 2022 року відправився в оренду до «Металіста». Зновенко 9 разів потрапляв до заявки на матч харківського клубу, але так і не провів за нього жодної гри. 1 березня 2023 року припинив співпрацю з «Металістом».
У лютому—березні 2024 року проходив збори в «Спартаку-2» (Москва), брав участь у товариських матчах у складі російської команди, але так і не став повноцінним гравцем цього клубу.

## Кар'єра в збірній
У 2019 році зіграв у складі юнацької збірної України (U-18) на міжнародному турнірі імені Вацлава Єжика, допоміг українській збірній виграти турнір.
У середині березня 2021 року Руслан Ротань викликав Мирослава Зновенка до табору молодіжної збірної України для участі в міжнародному товариському турнірі Antalya Cup 2021. У складі «молодіжки» дебютував 29 березня 2021 року в програному (2:3) домашньому товариському матчі проти Словаччини. Мирослав вийшов на поле в стартовому складі та відіграв увесь матч.